# کسنزانی
طریقت عَلِیّه قادِریه کَسْنَزانیه یکی از طریقت‌های معروف صوفیه است که در عراق و ایران پیروان زیادی دارد و همچنین در کشورهای دیگری مانند کانادا و ایالات متحده آمریکا نیز حضور دارد. دفتر مرکزی این طریقت در استان سلیمانیه واقع در اقلیم کردستان عراق قرار دارد.
این طریقت به امام علی بن ابی‌طالب، شیخ عبدالقادر گیلانی و شیخ عبدالكریم شاه کسنزان منسوب است. لقب «شاه کسنزان» به معنی «سلطان غیب» می‌باشد. آخرین شیخ این طریقت، شیخ نهرو محمد عبدالكریم کسنزانی است.

## نام‌گذاری
نام طریقت عَلِیّه قادِریه کَسْنَزانیه از سه بخش تشکیل شده‌است: واژهٔ «علیه» اشاره به امام علی بن ابی‌طالب دارد، «قادریه» به شیخ عبدالقادر گیلانی منسوب است، و «کسنزانیه» واژه‌ای کردی است که به‌معنای «کسی از حقیقتش آگاه نیست» می‌باشد.
لقب «کسنزان» نخستین بار به شیخ عبدالكریم، جد بزرگ خاندان کسنزان، داده شد. او به مدت چهار سال از مردم کناره‌گیری کرد و در یکی از کوه‌های قره‌داغ در حومهٔ سلیمانیه به خلوت‌نشینی پرداخت. در این دوران، وقتی از او سؤال می‌شد، پاسخ می‌دادند: «کسنزان»؛ یعنی کسی از وضعیتش اطلاعی ندارد. پس از بازگشت او، این لقب در میان مردم رایج شد و به‌عنوان نام این طریقت به‌کار رفت که توسط عبدالكریم و فرزندان و نوادگانش ادامه یافت.
خانوادهٔ کسنزان از عشیرهٔ سادات برزنجی هستند که جدّ اعلای آن‌ها شیخ عیسی برزنچی است؛ او نخستین کسی بود که در منطقهٔ برزنجه در شمال عراق ساکن شد.

## ساختار سلسله‌مراتبی طریقت
در طریقت کسنزانی، بالاترین مرتبه، عنوان «شیخ طریقت» است که پس از درگذشت شیخ محمد عبدالكریم کسنزانی، هم‌اکنون این مقام را فرزند وی، شیخ نهرو محمد عبدالكریم کسنزانی بر عهده دارد.
پس از آن، مرتبهٔ «وکیل عام» قرار دارد. بعد از آن، مرتبهٔ «خلیفه» است؛ خلفا مریدانی هستند که اجازه دارند تکیه‌ای (خانهٔ ذکر) را تأسیس و اداره کنند.
پس از آن، مرتبه‌ای با عنوان «مرشد» وجود دارد. وظیفهٔ مرشدها راهنمایی مردم در خارج از تکیه و هدایت آن‌ها به‌سوی طریقت و حضور در تکیه‌ها است.

## اعمال و مناسک طریقت
پیروان این طریقت، آیین‌ها و اعمالی را اجرا می‌کنند که به باور ایشان، جلوه‌هایی از کرامات است؛ مانند خوردن شیشه، نیش مار، و وارد کردن ابزارهای تیز مانند سیخ و شمشیر به نقاط مختلفی از بدن از جمله گونه‌ها، زبان، زیر زبان، بازو، عضلات سینه و شکم و سایر اندام‌ها.
مریدان این طریقت معتقدند که این اعمال ادامهٔ زنده‌ای از معجزات محمد پیامبر اسلام است و هدف از آن اثبات وجود ذات الهی، اقرار به یکتایی خداوند، هدایت گمراهان و منکران به سوی ایمان، و نشان دادن تجلی آشکار الهی می‌باشد.
مخالفان این اعمال، آن‌ها را از جنس پدیده‌های روان‌فیزیکی (پاراتجربی) می‌دانند. اما مشایخ طریقت تأکید دارند که اجازه دادن به مریدان برای انجام این کرامات تنها به‌منظور هدایت مردم است و این اعمال به هیچ‌وجه نباید برای فخرفروشی استفاده شود، بلکه صرفاً باید در مسیر ارشاد به‌کار رود.
آنان بر این باورند که انجام این اعمال به‌واسطهٔ نیروی روحانی مشایخ طریقت ممکن می‌شود و تشخیص نیاز به انجام آن‌ها با شیخ است، در صورتی‌که شیخ در مکان حضور داشته باشد. اما در موارد ارشاد دیگر، این مرید است که تشخیص می‌دهد آیا افزودن چنین اعمالی به فرآیند ارشاد، تأثیر آن را افزایش خواهد داد یا خیر. در این حالت، اجرای این اعمال بر عهدهٔ مرید قرار می‌گیرد.
همچنین این طریقت اوراد و اذکار خاص خود را دارد، و حرکات ذکری ویژه‌ای نیز مانند سایر طرق تصوف انجام می‌شود. این اذکار و اوراد به‌منظور تربیت نفس، جهاد با نفس، و رسیدن به حق تعالی انجام می‌گیرد.
شایان ذکر است که هم‌اکنون اجرای کرامات با دستور شیخ فعلی طریقت، شیخ شمس‌الدین محمد نهرو، ممنوع اعلام شده‌است؛ زیرا ایشان بر این باورند که هر زمانی شیوهٔ ارشاد خاص خود را دارد و در زمان کنونی، ارشاد باید با سخن نیک و موعظهٔ حسن صورت گیرد.

## مشایخ طریقت

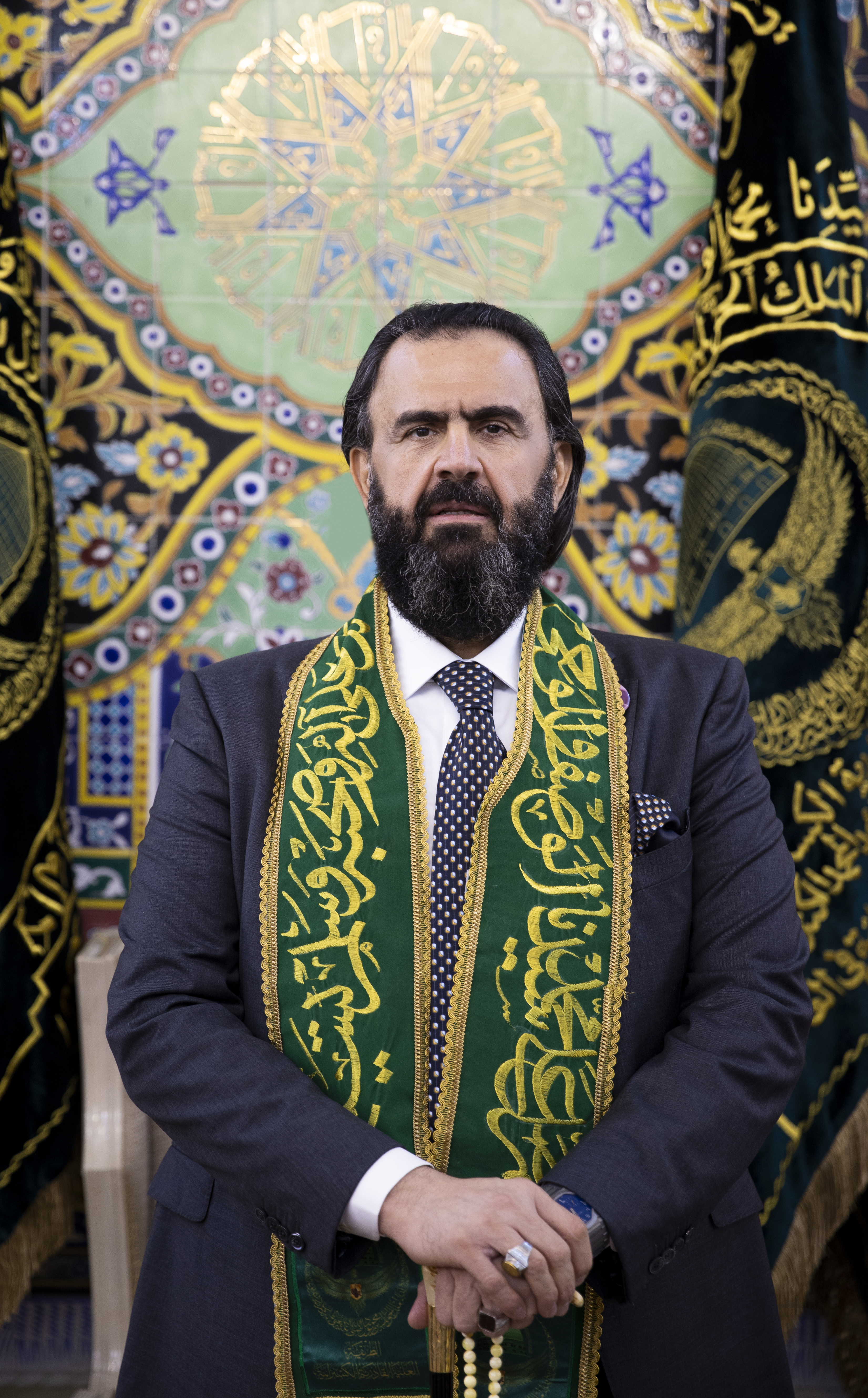
شیخ نهرو محمد عبدالكریم کسنزانی

بر اساس باور پیروان این طریقت، طریقت کس‌ن‌زانی از جانب خداوند بر پیامبر اسلام محمد نازل شده‌است و از آن حضرت به امام علی منتقل گردیده‌است. این انتساب به حدیث پیامبر است که فرمودند: من کنت مولاه فهذا علی مولاه، اللهم وال من والاه و عاد من عاداه و همچنین به حدیث انا مدینة العلم و علی بابها". پس از امام علی، این طریقت به دو شاخهٔ سلسله منتقل شده‌است که به عنوان جناحین سلسله شناخته می‌شوند.
| شاخه اول (زنجیره طلایی) |
| ----------------------- |
| امام علی بن ابی‌طالب     |
| امام حسین بن علی        |
| امام علی سجاد           |
| امام محمد باقر          |
| امام جعفر صادق          |
| امام موسی کاظم          |
| امام علی رضا            |
| معروف کرخی              |

| شاخه دوم                       |
| ------------------------------ |
| حسن بصری                       |
| حبیب عجمی                      |
| داود طائی                      |
| معروف کرخی                     |
| سری سقطی                       |
| جنید بغدادی                    |
| ابوبکر شبلی                    |
| عبد الواحد یمانی               |
| ابوفرج طُرطوسی                  |
| علی هکاری                      |
| ابوسعید مخزومی                 |
| عبدالقادر گیلانی               |
| عبدالرزاق گیلانی               |
| داود ثانی                      |
| محمد غریب ثانی                 |
| عبدالفتاح سیاح                 |
| محمد قاسم                      |
| محمد صادق                      |
| حسین بصرايی                    |
| احمد احسائی                    |
| اسماعیل ولیانی                 |
| محی‌الدین کرکوک                 |
| عبدالصمد کله‌زرده               |
| حسین قازان قایه                |
| عبدالقادر قازان قایه           |
| عبدالکریم شاه کسنزان           |
| سلطان حسین کسنزان              |
| عبدالکریم کسنزان               |
| محمد عبدالکریم کسنزانی         |
| شمس‌الدین محمد نهرو محمد کسنزان |